# آسکانیوس

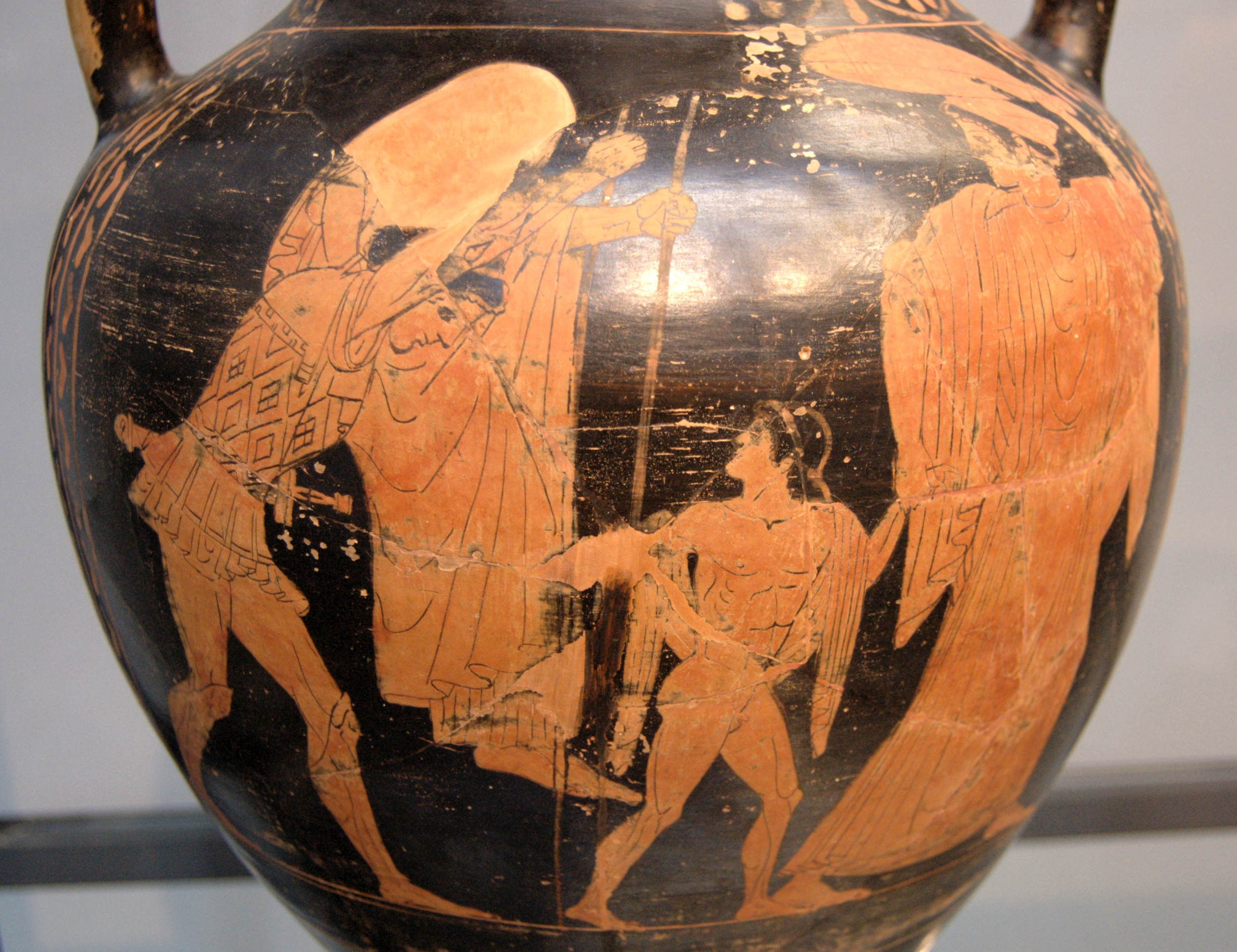
آینیاس، پدر خود آنخیسس، فرزندش (یا آسکانیوس یا یولوس) و همسرش کروسا را از شهر تروآ بیرون می‌برد. آمفورای یونانی ساخته‌شده در حدود ۴۷۰ پیش از میلاد، یافت‌شده در اتروریا. موزه Staatlichen Antikensammlungen، مونیخ

آسکانیوس (به لاتین: Ascanius) یا یولیوس (به لاتین: Iulus) فرزند آینیاس بود. با پایان یافتن جنگ تروآ، آینیاس از شهر سوخته تروآ گریخته پس از طی مسافت‌های بسیار به ایتالیا درآمده با لاوینیا ازدواج کرده از او صاحب آسکانیوس شد. آسکانیوس نیز پادشاهی آلبا لونگا را تأسیس کرد و خود نخستین پادشاه آن شد. برخی می‌گویند او همان «یولوس» بوده که از آن نام «یولیوس» مشتق‌شده و خاندان یولیا ــ چنان‌که خود ادعا می‌کردند ــ از تبار اویند.
تیتوس لیویوس، مؤرخ بزرگ روم باستان، می‌گوید آسکانیوس قطعاً فرزند آینیاس بوده اما در باب مادرش اتفاق‌نظر نیست: مادرش یا لاوینیا بوده (که در اینصورت آسکانیوس پس از پاگذاشتن پدرش در ایتالیا زاده شده) یا کرئوسا (همسر آئنیاس) (که در اینصورت در تروآ زاده شده‌است)